# Kampklubben
Kampklubben – duński klub szachowy z siedzibą w Kopenhadze, trzykrotny mistrz kraju.

## Historia
Klub został założony w 1921 roku. W 1962 roku zespół uczestniczył w inauguracyjnym sezonie 1. division, zdobywając wówczas mistrzostwo kraju. W latach 1964–1965 Kampklubben zajmował trzecie miejsce w rozgrywkach, a w sezonie 1965/1966 zdobył drugi tytuł mistrzowski. W latach 1967, 1969, 1971 i 1973 klub ponownie był trzeci w lidze, a w sezonie 1975/1976 zdobył wicemistrzostwo Danii. W 1977 roku zespół zdobył tytuł mistrza kraju. Następnie uczestniczył w rozgrywkach Pucharu Europy sezonu 1977/1979, odpadając w pierwszej rundzie po przegranej 3½:8½ z MTK-VM Budapest. W 1981 roku Kampklubben spadł z pierwszej ligi, powrócił do niej w sezonie 1982/1983, w którym zdobył wicemistrzostwo. W 1985 roku klub połączył się z SK1941, tworząc Skakklubben K41.
Zawodnikami Kampklubben byli m.in. Kaj Blom, Steen Fedder, Ole Jakobsen, Moises Kupferstich, Hartvig Nielsen i Peter Nørby.